# Oton Franjo Austrijski
Otto Franz Joseph Karl Ludwig Maria, carski princ i nadvojvoda austrijski, kraljevski princ mađarski i češki (21. travnja 1865. – 1. studenoga 1906.) bio je drugi sin nadvojvode Karla Ludovika (mlađega brata cara Franje Josipa) i njegove druge žene princeze Marije Anuncijate od Bourbon-Obiju Sicilija. Bio je otac Karla I., posljednjeg austrijskog cara.

## Vjerojatni nasljednici
Oton je bio sin nadvojvode Karla Ludovika i njegove žene princeze Marije Anuncijate od Bourbon-Obiju Sicilija. Otonov otac, Karlo Ludovik, bio je mlađi brat cara Franje Josipa; te je Karlo Ludovik postao vjerojatni nasljednik austrougarskoga prijestolja kad je njegov nećak Rudolf, prijestolonasljednik Austro-Ugarske umro 1889. Iako je novinsko izvješće tvrdilo da se Karlo Ludovik odrekao svojih prava na prijestolje te iste godine (1889.) u korist svoga najstarijega sina, nadvojvode Franje Ferdinanda, ta priča nije istinita.
Nakon smrti Karla Ludovika u svibnju 1896., Otonov brat Franjo Ferdinand zaista je postao vjerojatni nasljednik austrougarskoga prijestolja. U vrijeme smrti njihova oca, Franjo je Ferdinand bolovao od tuberkuloze, i špekuliralo se da bi se Franjo Ferdinand mogao odreći svojih prava, što bi učinilo njegova brata, Otona, vjerojatnim nasljednikom. Međutim, to se nije dogodilo, i Oton nikada nije bio prvi u redu nasljedstva na prijestolje.
Godine 1914., Franjo Ferdinand ubijen je u Sarajevu, i Otonov je sin Karlo postao vjerojatni nasljednik. Karlo je naslijedio prijestolje dvije godine kasnije.

## Mladost
Otonova je majka umrla kad mu je bilo šest godina. Otona i njegova starijeg brata Franju Ferdinanda poučavao je Alfred Ludwig, barun von Degenfeld. Bio je očev miljenik, što je dovodilo do zategnutnih odnosa s njegovim bratom.

## Brak i potomstvo
Pod pritiskom carskoga dvora, 2. listopada 1886. oženio je princezu Mariju Josipu Sasku, čiji je otac bio kralj Juraj I. Saski. Bečkom je dvoru žurno trebalo takvo vjenčanje kako bi popravili odnose sa saskom kraljevskom obitelju, nakon što su i prijestolonasljednik Rudolf, i Otonov brat Franjo Ferdinand odbili Marijinu stariju sestru Matildu.
Oton i Marija imali su dva sina:
- Nadvojvoda Karlo Franjo Austrijski (1887. – 1922.), koji je postao posljednji austrijski car; oženio je princezu Zitu od Bourbon-Parme, i imao potomstvo.
- Nadvojvoda Maksimilijan Eugen Austrijski (1895. – 1952.), oženio je princezu Francisku von Hohenlohe-Waldenburg-Schillingsfürst, i imao potomstvo.

Njihov je brak, međutim, bio nesretan, jer je nadvojvoda često bio nevjeran. Imao je dvoje djece s ljubavnicom.

## Smrt
Oko 1900. Oton je dobio sifilis, što mu je uzrokovalo teške bolove u posljednje dvije godine života. Povukao se iz javnoga života, i proveo godinu u Egiptu. Posljednjih nekoliko mjeseci života živio je u vili u bečkom predgrađu Währingu. Teško bolesnoga, njegovala ga je posljednja ljubavnica, Louise Robinson, pod pseudonimom Sestra Marta, i njegova maćeha, infanta Marija Tereza Portugalska. Umro je 1. studenoga 1906.